# Lavotchkine La-130
Le Lavotchkine La-130 (en russe : Лавочкин Ла-130) était un prototype de chasseur conçu et fabriqué par le bureau d'études (OKB) Lavotchkine juste après la Seconde Guerre mondiale. Il déboucha sur le Lavotchkine La-9 de série.